# دينيس ري
دينيس ري (بالفرنسية: Denis Rey)‏ هو متزحلق جبال الألب فرنسي، ولد في 9 فبراير 1966 في لا ترونش في فرنسا.

## وصلات خارجية
- دينيس ري على موقع الاتحاد الدولي للتزلج (التزلج على المنحدرات الثلجية) (الإنجليزية)
- دينيس ري على موقع أوليمبيديا (الإنجليزية)